# Ungarischer Film
Gemessen an der relativ geringen Bevölkerung des Landes weist der Ungarische Film große kulturelle Bedeutung auf. Der aufgrund der technischen Gegebenheiten offenere Markt zur Zeit des Stummfilms erleichterte über mehrere Jahrzehnte die internationale Verbreitung ungarischer Produktionen. Später, in den Zeiten der sich liberalisierenden kommunistischen Herrschaft unter János Kádár, wurde die Filmproduktion eines der kulturellen Aushängeschilder des Regimes und erzielte vor allem in den 1960er- und 1970er-Jahren beachtliche internationale Aufmerksamkeit. Zudem verstärkten die Auswanderungswellen zu Anfang des 20. Jahrhunderts und im Gefolge des Ungarischen Volksaufstandes von 1956 die Rolle der Filmschaffenden ursprünglich ungarischer Herkunft im internationalen Filmgeschäft.

## Die Zeit bis 1918
Die ungarische Filmgeschichte beginnt mit der Vorführung eines Films der Brüder Lumière im Café des Budapester Hotels Royal am 10. Mai 1896. Das ungarische Filmschaffen entwickelte sich, zunächst unter französischem Patronat, eingebettet ins europäische Großreich der Donaumonarchie. Bereits der Besuch von Kaiser Franz Joseph I. bei der Budapester Millenniumsausstellung 1896 ist filmisch dokumentiert. Hier und bei einem 1898 in Ungarn gedrehten kurzen Spielfilm (nach ungarischem Drehbuch) waren zunächst französische Filmfirmen am Werk. Der erste eigentlich ungarische Film war A Tánc (1901) (Regie: Béla Zitkovsky), ein Begleitfilm zu einem Vortrag des Schriftstellers und Politikers Gyula Pekár in der Volksbildungsgesellschaft Urania. Darin wirkte unter anderem die damals berühmte Schauspielerin Lujza Blaha mit. Im Ungarn der Zeit um 1900 wurde im europäischen Gleichschritt der Weg des Kinos von der Jahrmarktattraktion zum „seriösen“ bürgerlich akzeptablen Unterhaltungsmedium vollzogen. Vorbildwirkung hatte Dänemark mit seinem ersten internationalen Star Asta Nielsen: Sándor Korda, der mit 18 Jahren als Filmkritiker seine Cineastenkarriere begann, hatte beispielsweise mehrere Monate in Dänemark verbracht.
Die erste ungarische Filmgesellschaft war die 1908 von Mór Ungerleider gegründete „Projektograph“, die auch eine eigene Filmzeitschrift sponserte.
Um 1910 begann der Film unter den nach Westeuropa orientierten Intellektuellen um die Zeitschrift Nyugat Mode zu werden. Es gab um 1910 270 feste Kinosäle im damaligen Ungarn. 1911 wurde die mit dem Budapester Vigszinház-Theater verbundene Hunnia-Produktionsfirma gegründet. Neben Budapest wurde das siebenbürgische Kolozsvár (Klausenburg, heute Cluj) ein Zentrum des frühen ungarischen Kinos. Federführend war hier Jenő Janovics, der Direktor des örtlichen Theaters, der, mit Einstiegshilfe der französischen Firma Pathé, zum Mentor für die erste praktische Bewährung später bedeutender internationaler Filmschaffender wie Alexander Korda (ursprünglich Sándor Korda) und Michael Curtiz (ursprünglich Mihály Kertész) wurde. Janovics setzte auf Lokalkolorit und historische Stoffe. Einer von Janovics erfolgreichsten Filmen war der Historienfilm Bánk Bán (1914), nach der bekannten Tragödie von József Katona. Korda machte sich 1917 in Budapest mit der Produktionsfirma Corvina selbständig und drehte 1918 die erste von bisher drei Versionen des berühmten ungarischen Romans „Az aranyember“ (Der Mann mit dem goldenen Herzen). Gegen Ende des Ersten Weltkriegs wurde Ungarn, nicht zuletzt aufgrund der Abschließung des Marktes der Mittelmächte gegenüber Kriegsgegnern wie den Filmpionierländern Frankreich und den USA, kurzfristig zu einer der bedeutendsten filmproduzierenden Nationen der Welt.

## 1918 bis 1948
Die Periode vom Zusammenbruch des Habsburgerreiches bis zur Etablierung des Kommunismus im Gefolge des Zweiten Weltkrieges war auch für das ungarische Filmschaffen eine wechselvolle. Nach dem Ende der kurzlebigen Räterepublik verließen links orientierte Filmschaffende wie der Filmtheoretiker Béla Balázs das Land. Bald wirkte auch die Weimarer Republik mit ihrer wachsenden Filmproduktion im Sinne eines brain drain (Alexander Korda, Emeric Pressburger etc.). In der relativen politischen und ökonomischen Stabilität der Horthy-Ära konsolidierte sich dann auch die ungarische Filmwirtschaft, nicht zuletzt dank diskreter Hilfen des Staates, und lieferte dem Publikum vorrangig die von diesem gewünschten Unterhaltungsfilme. Die Phase des „künstlerischen“ Stummfilms des Expressionismus ging allerdings nach dem Urteil von Experten am ungarischen Filmwesen weitestgehend vorbei. Die Tendenz zum reinen Unterhaltungskino hielt auch mit dem Siegeszug des Tonfilms (der das Ungarische als „kleine Sprache“ massiv benachteiligte) weiter an. Hippolyt a lakáj (1931) mit dem beliebten Komiker Gyula Kabos als Titelfigur und Meseauto (1934) von Béla Gaál sind typische Beispiel dieser „Traumfabrik“-Ära, deren eskapistische Komödien von der wachsenden wirtschaftlichen und politischen Bedrohungen ablenken sollten. Zu Ende der 1930er-Jahre fand sich das konservativ regierte Ungarn von faschistischen Mächten umgeben und driftete in eine immer engere fatale Abhängigkeit von Mussolinis Italien und Hitlers Deutschem Reich. Die per 1. Januar 1939 neu eingeführten ungarischen Rassengesetze eliminierten die Filmtätigkeit von so erfolgreichen Regisseuren wie Paál, István Székely und Viktor Gertler, aber auch Kabos durfte nun nicht mehr spielen. Die Filmwirtschaft produzierte dafür vermehrt „heroische“ Filme, Melodramen und Schicksalstragödien. Die Schauspielerin und Sängerin Katalin Karády wurde zur ungarischen femme fatale der 1940er-Jahre. Emberek a havason (Menschen auf den Berggipfeln) gewann 1942 den großen Preis der Filmfestspiele Venedig. Mit Kriegsende fand sich das überwiegend pro-westlich orientierte Ungarn als Teil der sowjetischen Einflusssphäre.

## 1948 bis 1989
Valahol Europában (Irgendwo in Europa), Regisseur war Géza von Radványi, signalisierte 1947 noch Offenheit und Aufbruchsstimmung, 1948 aber begann der stalinistische Totalitarismus. Manche Ungarn waren geneigt, dem neuen Regime einen gewissen Vertrauensvorschuss zu gewähren, etwa die ärmere ländliche Bevölkerung, die zuvor in einer Art spätfeudalistischen System gelebt hatte – die Regierung versuchte, durch Inpflichtnahme der Filmschaffenden hier auch eine Art gesellschaftlichen Aufbruch zu signalisieren. Zoltán Fábris Film Körhinta (Karussell) aus dem Jahr 1955 mit der jungen Mari Törőcsik als Star liefert hier ein auch künstlerisch gelungenes Beispiel. Die allgegenwärtige gesellschaftliche Repression, später Gegenstand zahlreicher Filme, beispielsweise von Veras Erziehung (1979) führte aber zur politischen Explosion des Jahres 1956 (und in der Folge zur Massenemigration, die auch wichtige Filmschaffende, wie die Kameraleute Jean Badal und Vilmos Zsigmond betraf). Einige allzu kritische Filme der Umbruchszeit, etwa solche von Tamás Banovich, Zoltán Várkonyi, oder Lászlo Kalmár, blieben auf Jahrzehnte verboten. Ab dem Ende der 1950er Jahre mäßigte das Regime aber langsam seine Unterdrückungsmaßnahmen, und das Filmwesen wurde zu einer Art liberalem Aushängeschild – nicht zuletzt deshalb, weil unter den Filmschaffenden die grundsätzliche Opposition gegen die „sozialistische“ Gesellschaft weniger ausgeprägt war als etwa bei den Schriftstellern. Große Aufmerksamkeit in Cineastenkreisen Westeuropas fanden die Filme der ungarischen Neuen Welle der 1960er-Jahre, mit denen sich Filmemacher wie Miklós Jancsó, István Szabó oder auch Károly Makk international etablierten. Kommerziellen Erfolg auch außerhalb Ungarns konnte allerdings nur Szabó erzielen, der früh den Weg internationaler Ko-Produktionen gehen durfte. Erstmals 1965 wurde die Ungarische Filmschau veranstaltet und damit eine auch international wahrgenommene Plattform für den ungarischen Film geschaffen. Auch wenn das ungarische Filmwesen männlich dominiert war (und ist), konnten sich in der Periode des Realsozialismus einige Frauen als Regisseurinnen etablieren, etwa Judit Elek, Márta Mészáros und, ganz am Schluss, Ildikó Enyedi mit ihrem späten Erstlingsfilm Az én XX. századom (Mein 20. Jahrhundert). 1956 wurde auch die Hungarofilm gegründet, deren politische Aufgabe es war, mittels der internationalen Vertriebes von Filmen das sozialistische Regime Ungarns international zu legitimieren.
In dieser Zeit entstanden einige Klassiker, welche auf verpflichtender Schullektüre basierten und aufgrund ihrer historischen Bezüge sogar zur Zeit des Sozialismus ein starkes Heimatgefühl vermitteln konnten: Egri csillagok (1968, Sterne von Eger) von Zoltán Várkonyi und A Pál utcai fiúk (1969) von Zoltán Fabri, A kőszívű ember fiai (1965, zu Dt. Die Baradlays) von Zoltán Várkonyi.
Bahnbrechend war der erste abendfüllende ungarische Animationsfilm János Vitéz (1973), auf den Dichtungen des Poeten Sándor Petőfi basierend, der hinsichtlich seiner animationstechnischen Errungenschaften etwa mit dem britischen Animationsfilm Yellow Submarine zu vergleichen ist.
Auch der heutzutage viel geliebte abendfüllende Kinderfilm Vuk (1981) ist ein gutes Beispiel für den frühen sozialistischen Animationsfilm.
Ferner entstand zu dieser Zeit der wohl berühmteste ungarische Kunstfilm, Mephisto (1981) von István Szabó, basierend auf dem gleichnamigen Roman von Klaus Mann.

## Seit 1989
Gegen Ende der kommunistischen Herrschaft verbreitete sich unter vielen ungarischen Filmschaffenden eine Art Endzeitgefühl. Der bislang geschützte heimische Filmmarkt wurde mit zunehmender Liberalisierung geöffnet, amerikanische und (mit Abstand) westeuropäische Produktionen überschwemmten die ungarischen Kinos. Das ungarische Publikum verweigerte weitestgehend eine Beschäftigung mit den düsteren Visionen der ungarischen Avantgardefilmer, innerhalb der Branche lehnten aber viele eine Hollywoodisierung strikte ab und fürchteten um ihre Subventionen. Ab dem Beginn der 1990er-Jahre kam es dann zu einer langsamen Abkehr von dieser apokalyptischen Phase. Unterhaltungsfilme wie jene von Róbert Koltai oder Peter Bacsó gewannen wieder langsam an Boden, der ungarisch-jüdische Humor der Zwischenkriegszeit wurde wiederentdeckt und zum Teil zum Maßstab genommen. Gábor Gelencsér formulierte zwar (In filmkultura.hu 1999) noch überspitzt, vor dem Krieg habe es im ungarischen Film nichts als Komödien gegeben, nach dem Krieg nichts an Komödien, aber das stimmte nun nicht mehr. Neue, politisch bestimmte Großfilme, wie beispielsweise jener über István Széchenyi (A hídember) zogen allerdings beträchtliche Teile der verfügbaren Mittel auf sich. Die Mitwirkung an internationalen Ko-Produktionen wurde zum immer unerlässlicheren Instrument des Überlebens. In dieser letzteren Richtung dürfte sich auch die Zukunft des ungarischen Filmschaffens ausrichten.
2004 wurden in Ungarn 21 Filme produziert, 2005 waren es 26.
2015 wurde der preisgekrönte ungarische Kunstfilm Saul fia (Son of Saul) von László Nemes Jeles, eines der international anerkanntesten Werke Ungarns, erstaufgeführt.